# Різдво-Богородицька церква (Юнаківка)
Різдво-Богородицька церква — відома пам'ятка доби раннього класицизму в Сумській області на сучасному кордоні з Росією.
Найкращим храмом села (серед трьох) була церква Різдва Богородиці, закінчена побудовою у 1806 році. Ймовірно, коштом князя і камергера Михайла Андрійовича Голіцина (1765—1812).

## Споруда церкви
Монолітна, цегляна, зі зрізаними кутами. Фасади прикрашені колонними портиками з фронтонами, «утопленими» у стіни. Навколо центрального куполу — чотири бані з круглими вікнами освітлення. Склепіння бань — цегляні, увінчані ліхтариками з луківками (всі останні втрачені разом з дахами).
Хрестово-купольного типу, двоярусна. Нижній ярус був відведений під зимню церкву, що в плані повторював верхній ярус. Заради зміцнення будівлі створено ковані металеві стяжки. Цікавою особливістю декору інтер'єрів храму були стінописи разом з ліпленням рослинних візерунків.
Покинута, стан напіваварійний (на 2011 рік).
15 листопада 2024 року стало відомо, що російська армія пошкодила церкву. На оприлюднених фото помітно, що довкола споруди згоріли дерев'яні риштування, проламаний один з куполів, обсипалась дзвіниця та верхівки башт.

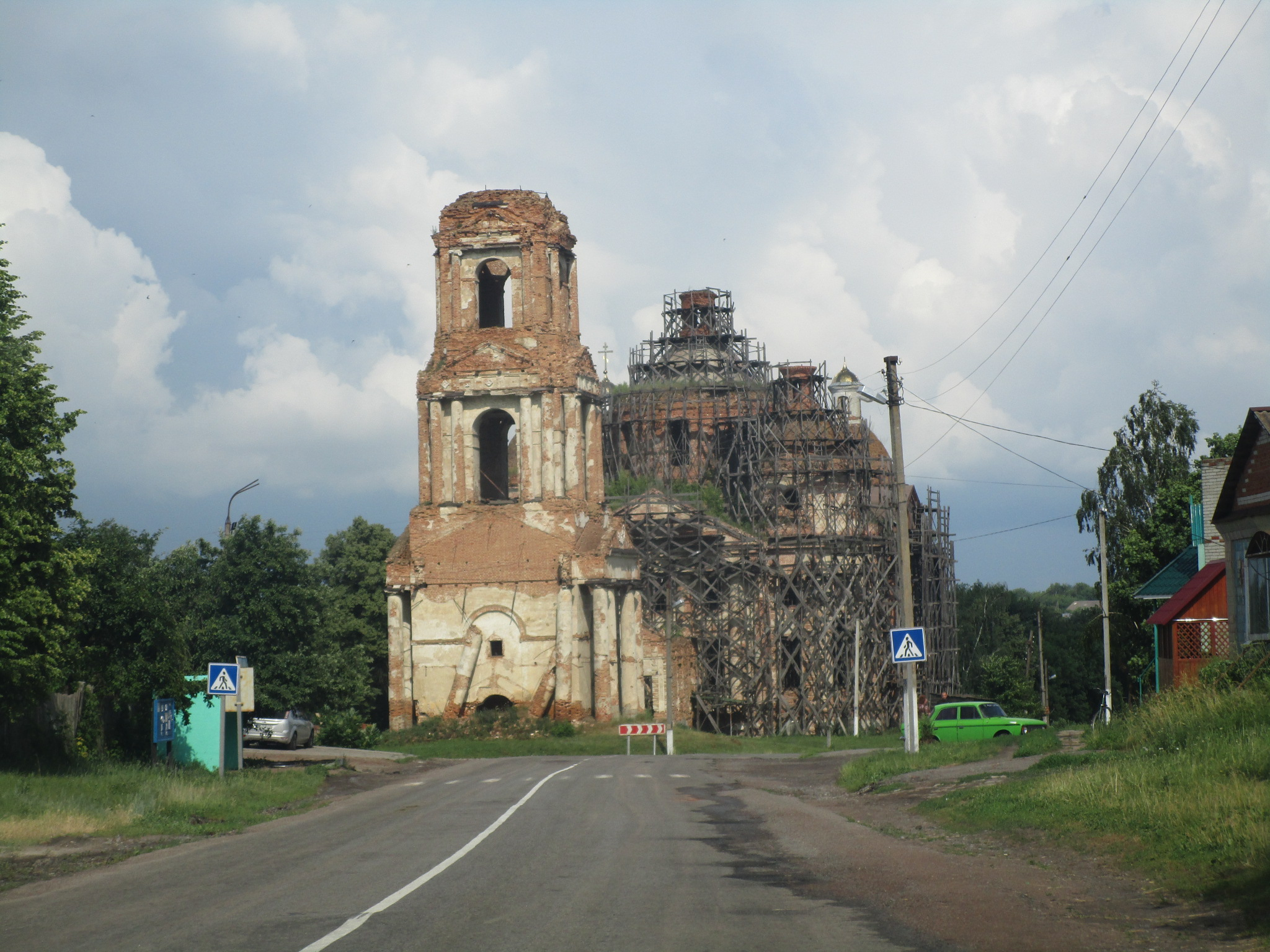
Вид з дороги (червень 2021)
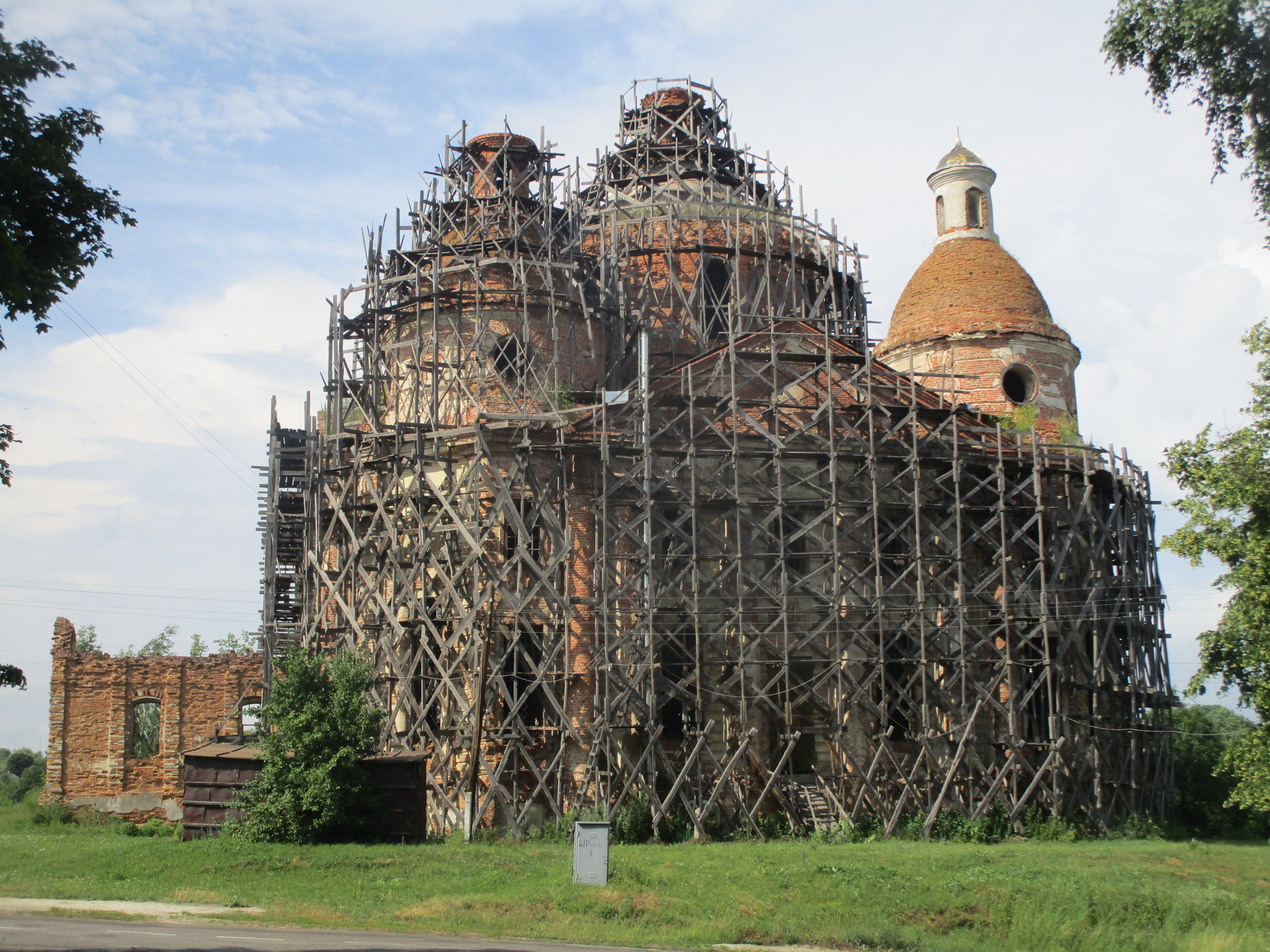
Вид на церкву (червень 2021)
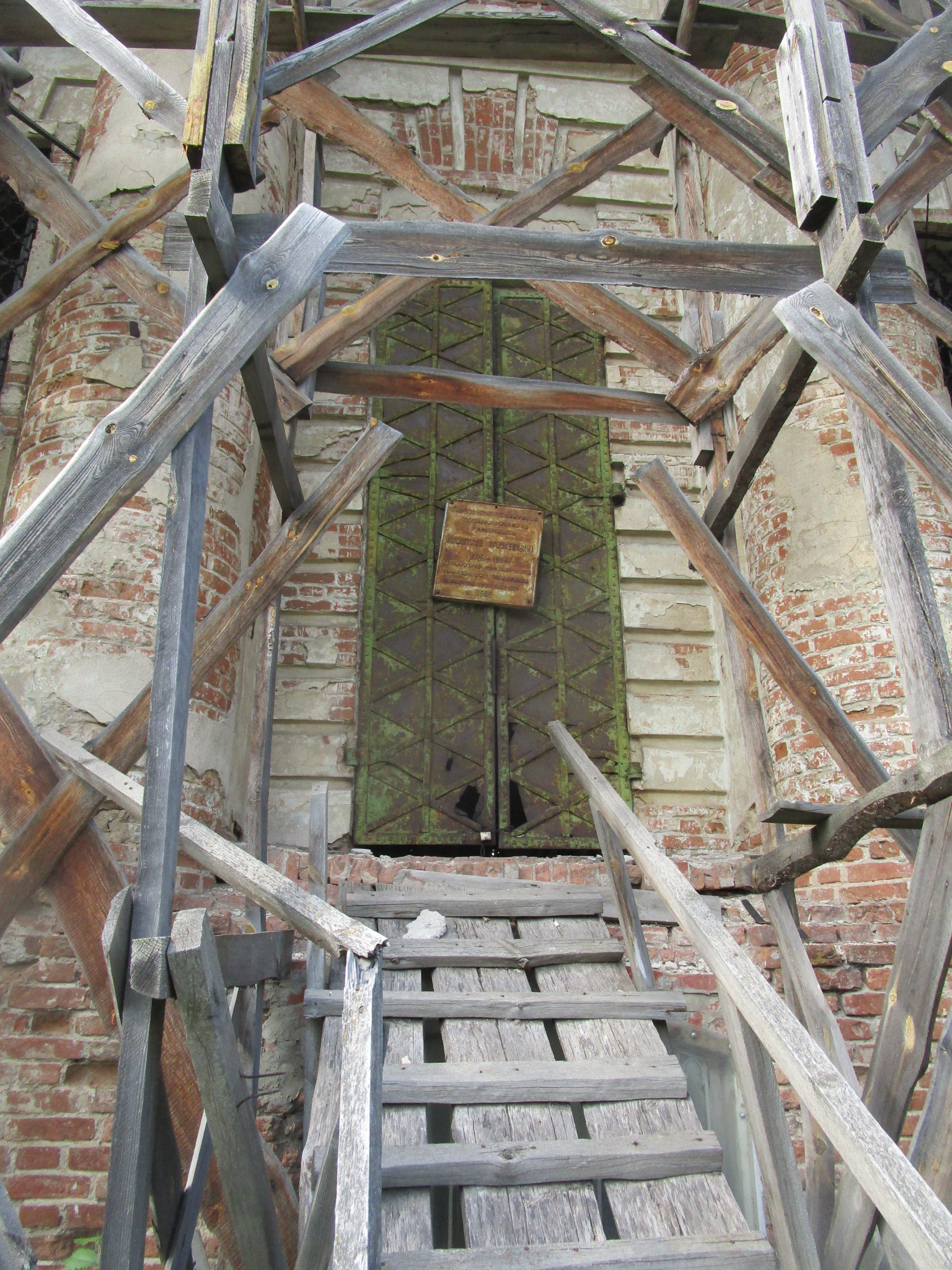
Двері (червень 2021)
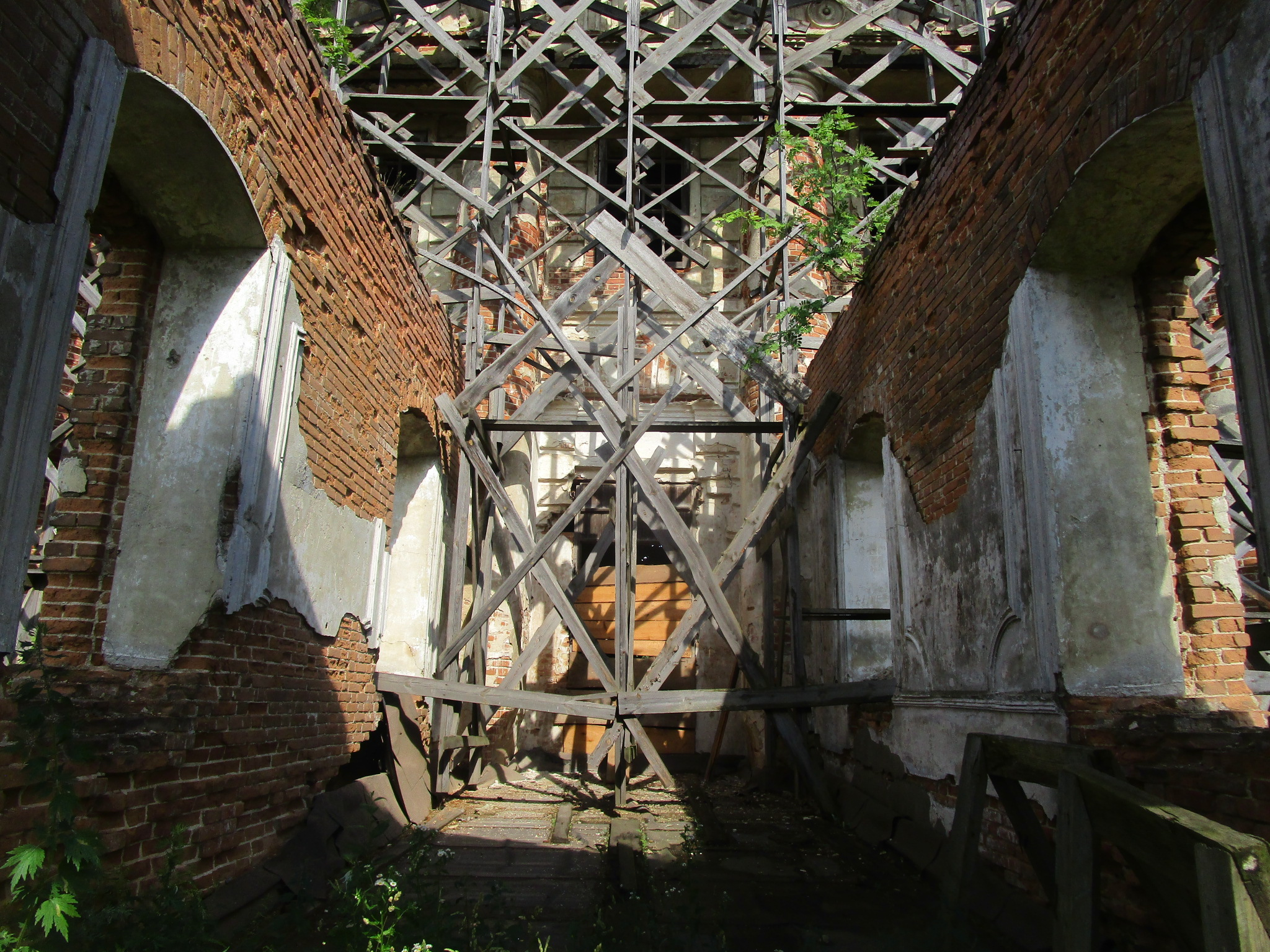
Усередині (червень 2021)
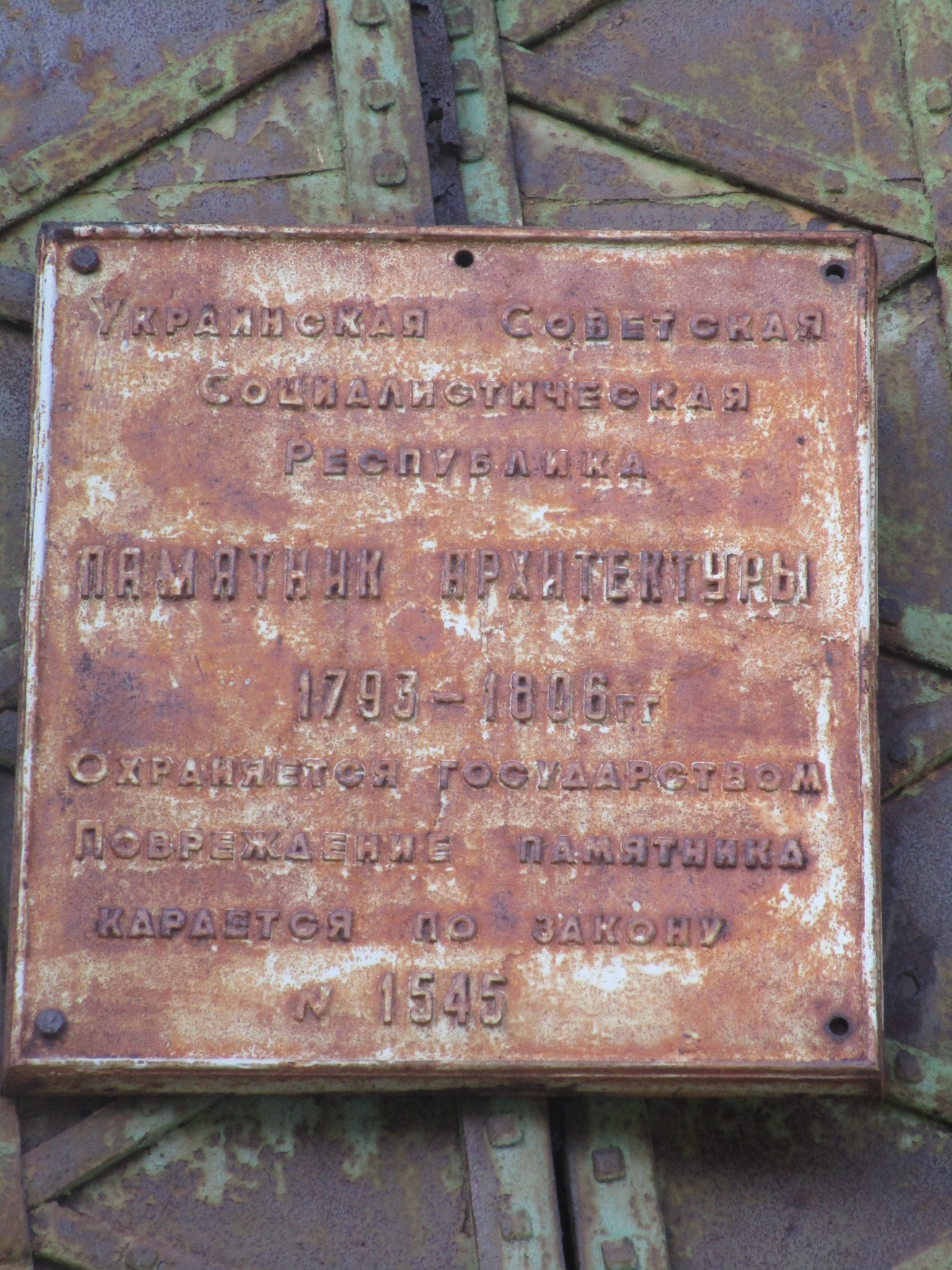
Охоронна табличка (червень 2021)
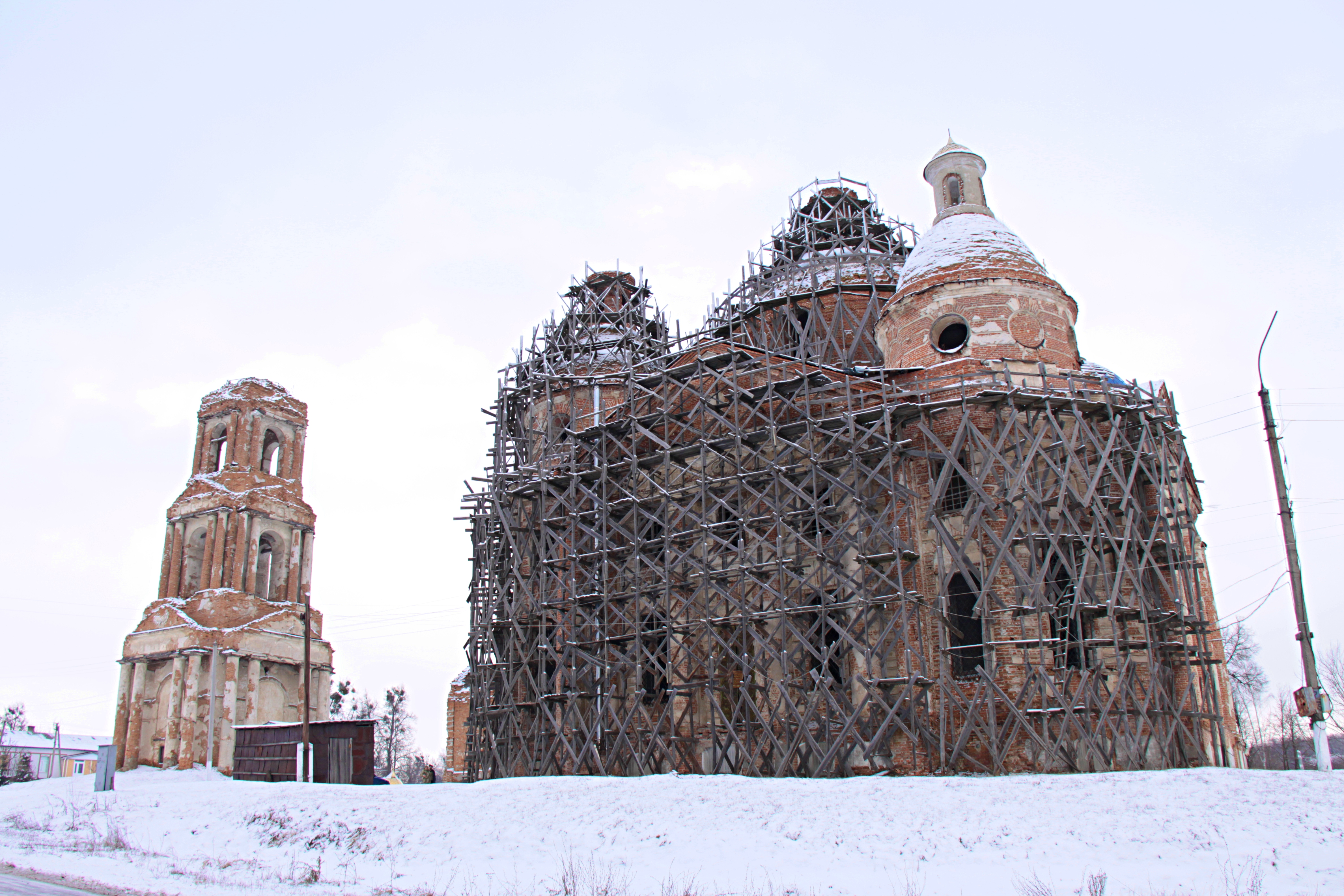
Загальний вигляд (лютий 2023)

## Дзвіниця
Дзвіниця — цегляна, побудована окремо, збережені три її яруси, дзвони і завершення — не збережені, колони портика — похилені і напівзруйновані (на 2011 р.)
Церква Різдва Богородиці належить до найкращих зразків доби раннього класицизму в Сумській області, а за поземним планом і архітектурними формами — до найкращих зразків в Україні.

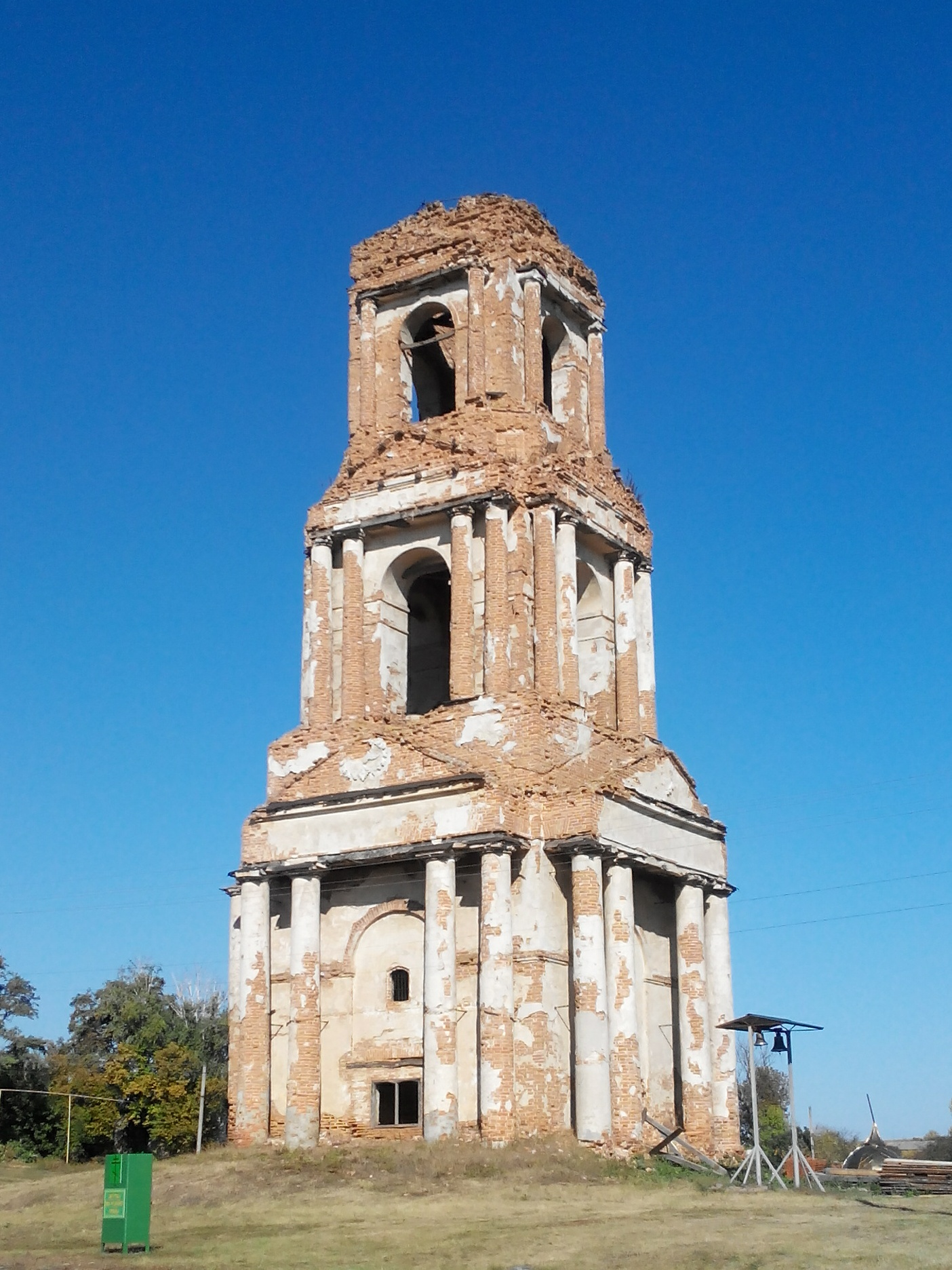
Вигляд загальний (жовтень 2014)
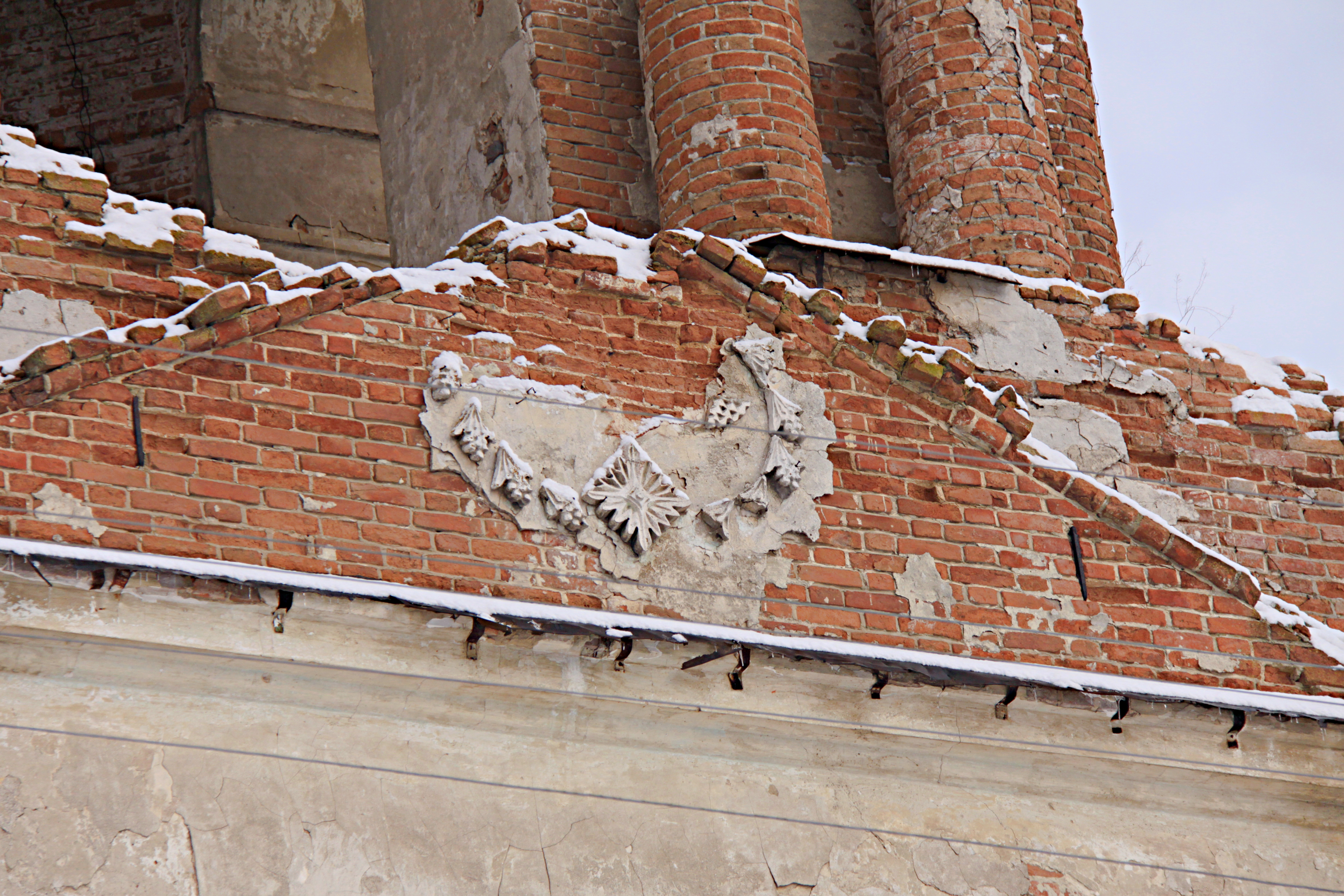
Деталь (лютий 2023)
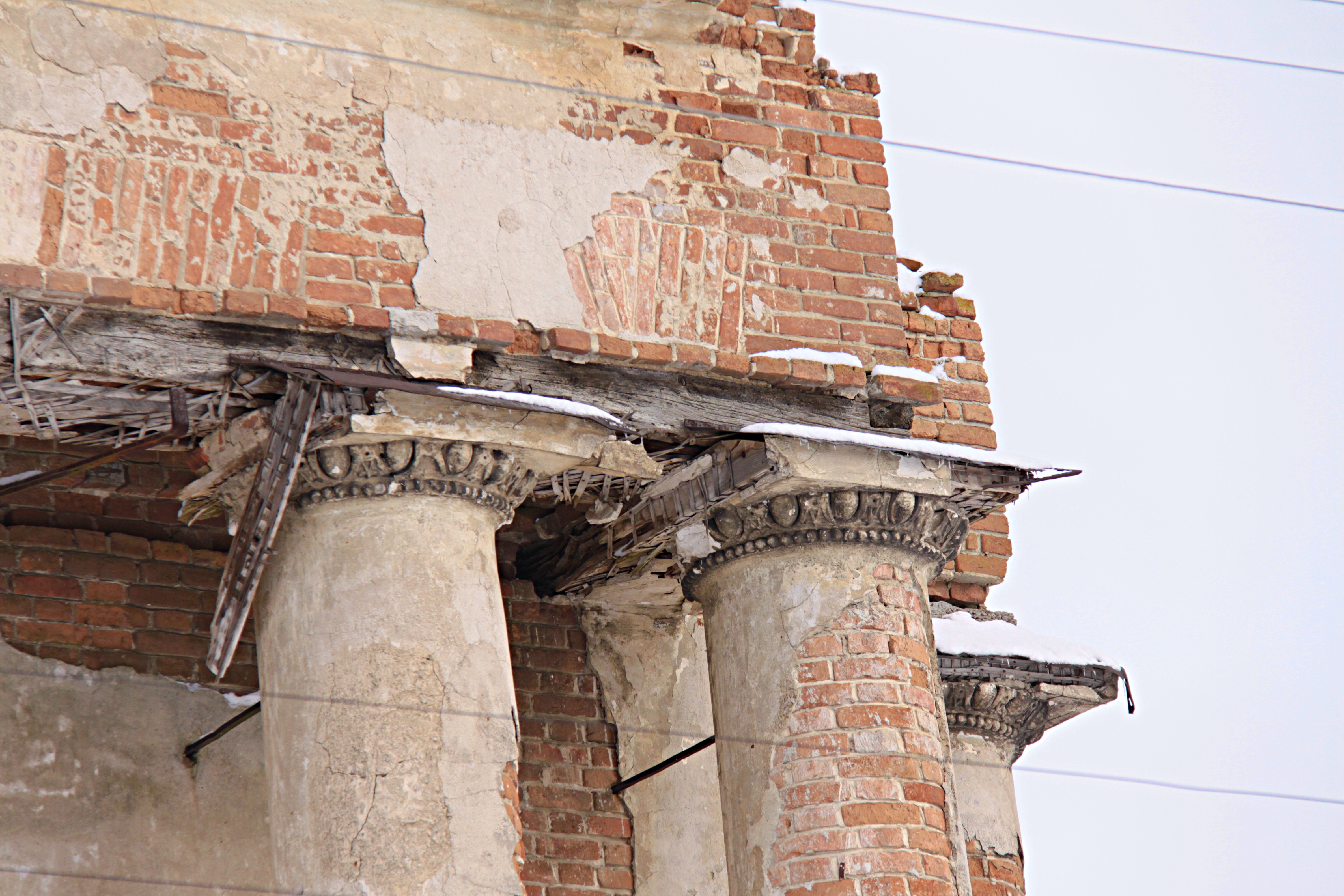
Деталь (лютий 2023)
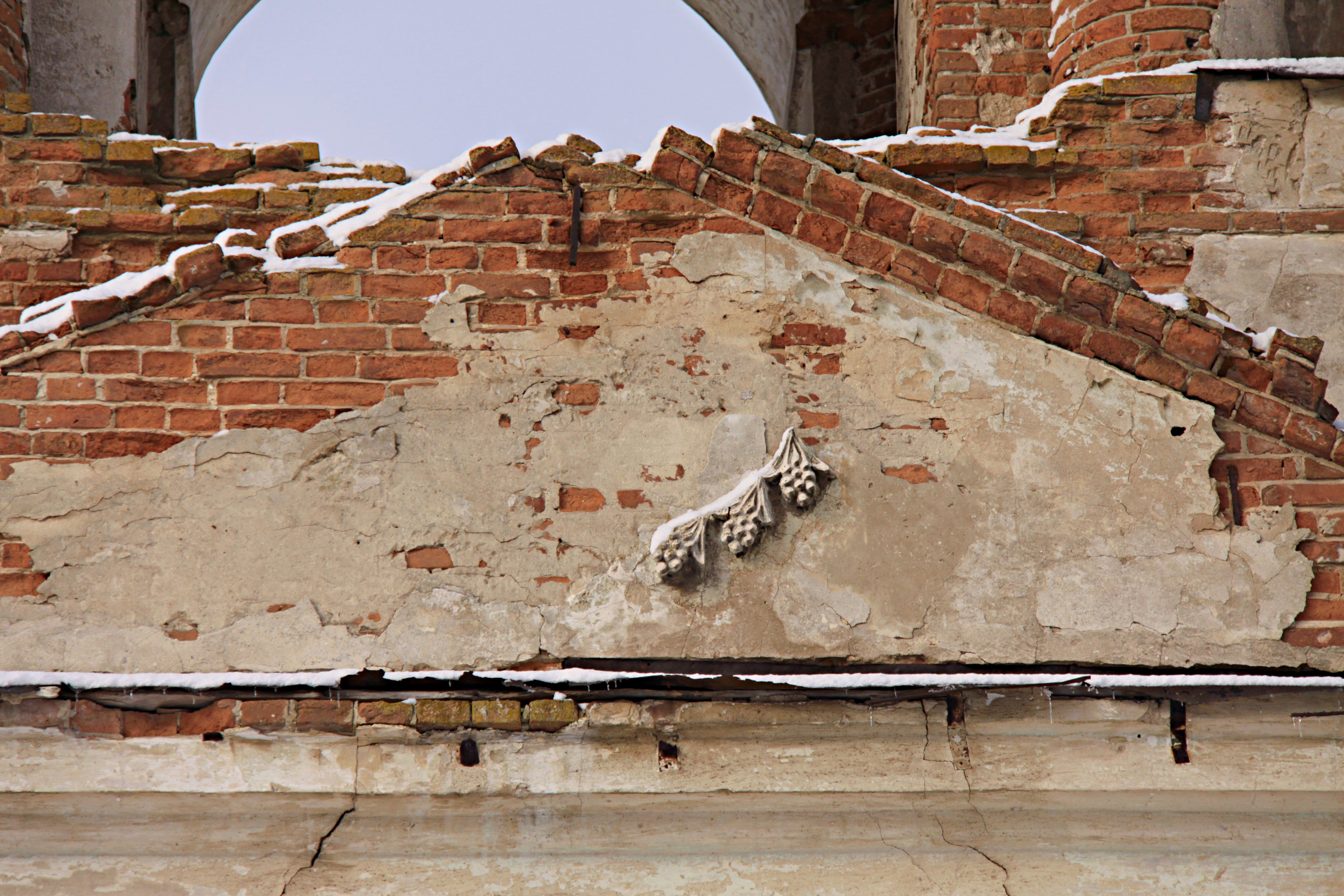
Деталь (лютий 2023)
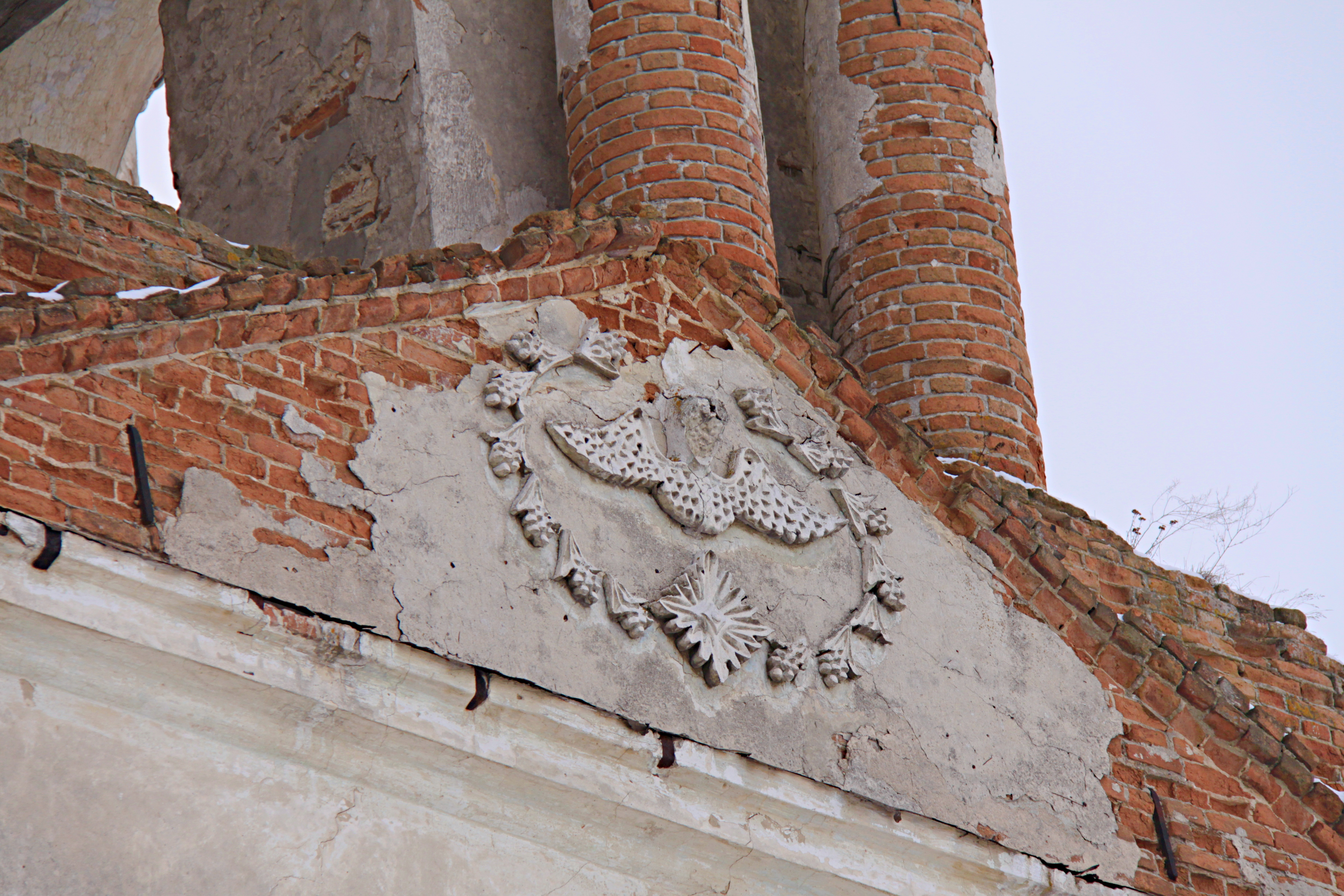
Деталь (лютий 2023)